# Villaminaya
Villaminaya es un municipio y localidad española de la provincia de Toledo, en la comunidad autónoma de Castilla-La Mancha. El término municipal tiene una población de 497 habitantes (INE 2024).

## Geografía
Linda con los términos municipales de Nambroca, Almonacid de Toledo, Mora de Toledo, Mascaraque, Orgaz y Chueca, todos de Toledo.

## Toponimia
El término "Minaya" deriva del vasco que significa pastizal. En 1211, aparece ya con el nombre de "Villa Minaya".

## Historia
La villa tuvo un origen hispanorromano que se mantendría durante la dominación musulmana, dando lugar a un poblamiento mozárabe.
La primera constancia escrita de la existencia de la población es en un documento mozárabe de 1211, donde aparece como una alquería de la comarca de la Sisla. 
En otro documento de 1576, se menciona que Villaminaya es una aldea de Toledo y que F. Rubio es su alcalde y Martín Rubio su regidor.

## Demografía
Cuenta con una población de 497 habitantes (INE 2024).
| Gráfica de evolución demográfica de Villaminaya entre 1842 y 2021                                                     |
| |
| Población de derecho según los censos de población del INE. Población de hecho según los censos de población del INE. |

| 655                       | 656 | 656 | 644 | 636 | 619 | 599 | 594 | 594 | 586 | 594 | 608 | 592 | 597 | 607 | 589 | 566 | 565 | 559 | 567 | 552 | 539 | 527 | 537 | 513 | 508 |
| (Fuente: INE [Consultar]) |     |     |     |     |     |     |     |     |     |     |     |     |     |     |     |     |     |     |     |     |     |     |     |     |     |

NOTA: La cifra de 1996 está referida a 1 de mayo y el resto a 1 de enero.

## Administración
| Periodo   | Nombre                         | Partido |
| --------- | ------------------------------ | ------- |
| 1979-1983 | Isaac Lázaro Crespo            | UCD     |
| 1983-1987 | Vicente Ávila Ballesteros      | PSOE    |
| 1987-1991 | Vicente Ávila Ballesteros      | PSOE    |
| 1991-1995 | José Luis Pérez-Olivares Verbo | PSOE    |
| 1995-1999 | José Luis Pérez-Olivares Verbo | PSOE    |
| 1999-2003 | José Luis Pérez-Olivares Verbo | PSOE    |
| 2003-2007 | José Luis Pérez-Olivares Verbo | PSOE    |
| 2007-2011 | José Luis Pérez-Olivares Verbo | PSOE    |
| 2011-2015 | Raúl Pingarrón Crespo          | PSOE    |
| 2015-2019 | Raúl Pingarrón Crespo          | PSOE    |
| 2019-2023 | Raúl Pingarrón Crespo          | PSOE    |
| 2023-act. | Raúl Pingarrón Crespo          | PSOE    |

## Fiestas
- Virgen de las Angustias. Se celebra el tercer fin de semana de septiembre en honor a la copatrona del municipio.
- Fiestas patronales en honor a Santo Domingo. Se celebran el 20 de diciembre.